# Acid polyinosinic:polycytidylic
' Polyinosinic: polycytidylic acid (thường được viết tắt là poly I: C hoặc poly (I: C)) là một chất kích thích miễn dịch. Nó được sử dụng dưới dạng muối natri để mô phỏng nhiễm virus.
Poly I: C được biết là tương tác với thụ thể giống như thu phí 3 (TLR3), được biểu hiện trong màng tế bào B, đại thực bào và tế bào đuôi gai. Poly I: C có cấu trúc tương tự RNA sợi đôi, hiện diện trong một số virus và là chất kích thích "tự nhiên" của TLR3. Do đó, Poly I: C có thể được coi là một chất tương tự tổng hợp của RNA sợi đôi và là một công cụ phổ biến cho nghiên cứu khoa học về hệ thống miễn dịch.

## Hóa học
Poly I: C là một chuỗi RNA kép không khớp với một chuỗi là polymer của axit inosinic, còn lại là polymer của axit cytidylic.

## Biến thể
Tối ưu hóa các tính chất hóa lý của poly I:C đã dẫn đến việc tạo ra các dẫn xuất làm tăng tính ổn định trong chất lỏng cơ thể (như polyICLC), hoặc giảm độc tính thông qua giảm độ ổn định trong chất lỏng cơ thể (như poly I:C12U).